# CSS Uncle Ben

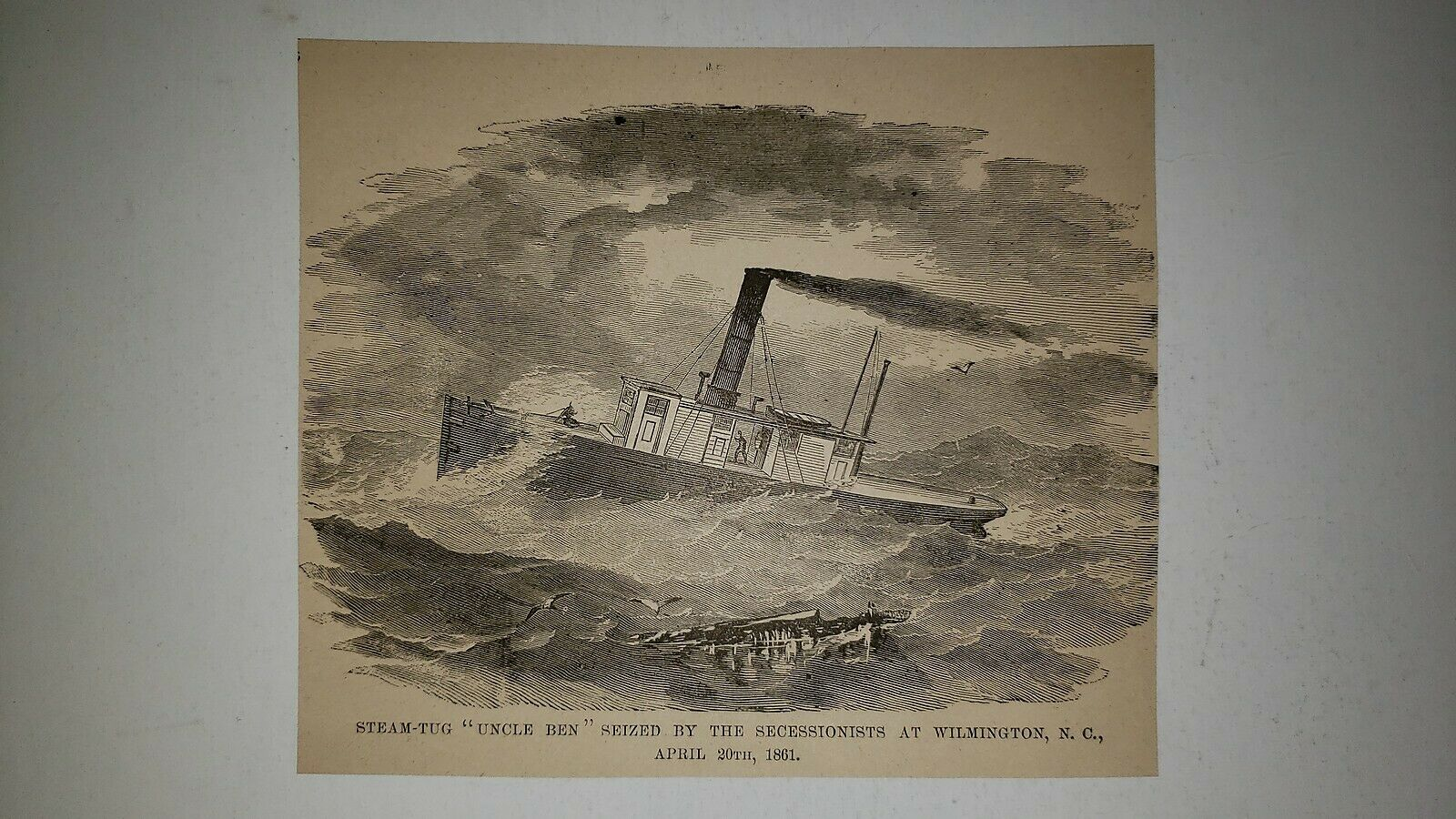
El Uncle Ben recalado e incautado por los ciudadanos en Wilmington (Carolina del Norte).

CSS Uncle Ben era un remolcador del lago Erie que fue fletado por el gobierno de los Estados Unidos en abril de 1861 para acompañar una expedición para reforzar Fort Sumter en el puerto de Charleston. Zarpó de Nueva York el 7 de abril, pero violentas tormentas la obligaron a recalar en Wilmington, Carolina del Norte, donde fue capturada por los ciudadanos y convertida en una cañonera con un solo cañón. Cuando Carolina del Norte se separó, el Uncle Ben fue entregado a la Confederación y operó alrededor de Wilmington. A fines del verano de 1862, su motor fue transferido al acorazado CSS North Carolina y su casco vendido.
Bajo sus nuevos propietarios, fue habilitada como una goleta privada, rebautizada como Retribution y más tarde como Etta.